# Guerra del Líbano de 1982
La guerra del Líbano de 1982, denominada por Israel «Operación Paz para Galilea» y también a veces conocida como primera guerra del Líbano, fue un conflicto armado que dio inicio el 6 de junio de 1982 cuando las Fuerzas de Defensa de Israel invadieron el sur del Líbano con el objetivo de expulsar a la Organización para la Liberación de Palestina (OLP) de dicho país. El Gobierno de Israel ordenó la invasión como respuesta al intento de asesinato del embajador israelí en el Reino Unido, Shlomo Argov, por parte del grupo de Abu Nidal.

## Antecedentes
El conflicto entre el Líbano e Israel se remonta a los años 1970 y ha dado lugar a numerosas y sangrientas incursiones militares israelíes contra grupos armados palestinos y Hezbolá.
En 1978, Israel ocupó parte del territorio libanés en la operación Litani, asentándose en una franja situada al sur del río del mismo nombre. Más de 1000 civiles murieron en la contienda. Ese mismo año, el Consejo de Seguridad de la ONU aprobó sendas resoluciones en las que instaba a Israel a abandonar los territorios ocupados y creaba una fuerza provisional internacional con el fin de confirmar esa retirada y garantizar el restablecimiento de la paz.
En junio de 1978, las fuerzas israelíes se retiraron del Líbano, exceptuando lo que Israel denominó «zona de seguridad». En esta región, los israelíes han contado con la ayuda de una milicia cristiana libanesa, el Ejército del Sur del Líbano (ESL), al que proporcionan instrucción militar y ayuda económica.
Durante el verano de 1982, Israel puso en marcha nuevamente una gran ofensiva contra el país vecino. En esta ocasión se hizo con el control de Beirut, que fue sitiada y bombardeada durante dos meses, hasta que las fuerzas de la Organización para la Liberación de Palestina (OLP) aceptaron salir de la ciudad. La operación militar recibió el nombre de 'Paz para Galilea'.
Durante la ocupación israelí de Beirut, se permitió la entrada de milicias cristiano-falangistas libanesas a la zona oeste de la ciudad, donde se encontraban dos campos de refugiados. El 16 de septiembre, dichas milicias entraron a los campos e iniciaron la ejecución de unos 3500 refugiados palestinos en la ciudad (véase Matanzas de Sabra y Chatila).
Las fuerzas israelíes ocuparon Beirut hasta julio de 1983, cuando se retiraron al río Awali, al norte de Sidón. Toda la zona comprendida entre este río y la frontera siguió ocupada hasta 1985, cuando retrocedieron nuevamente a la 'zona de seguridad'.
Las fuerzas de Israel fueron asediadas durante este periodo por multitud de grupos armados libaneses, entre los que destacan los surgidos de la comunidad chií, la más numerosa del sur del Líbano. Entre ellos ocupa un lugar preferente la organización Hezbolá, fundada en 1982.
Las relaciones entre las distintas milicias libanesas se han caracterizado a menudo por la rivalidad, lo que ha provocado diversos enfrentamientos armados. La Liga Árabe puso fin a estos ataques con la firma del Acuerdo de Taif en 1989.

## Poder de Hezbolá

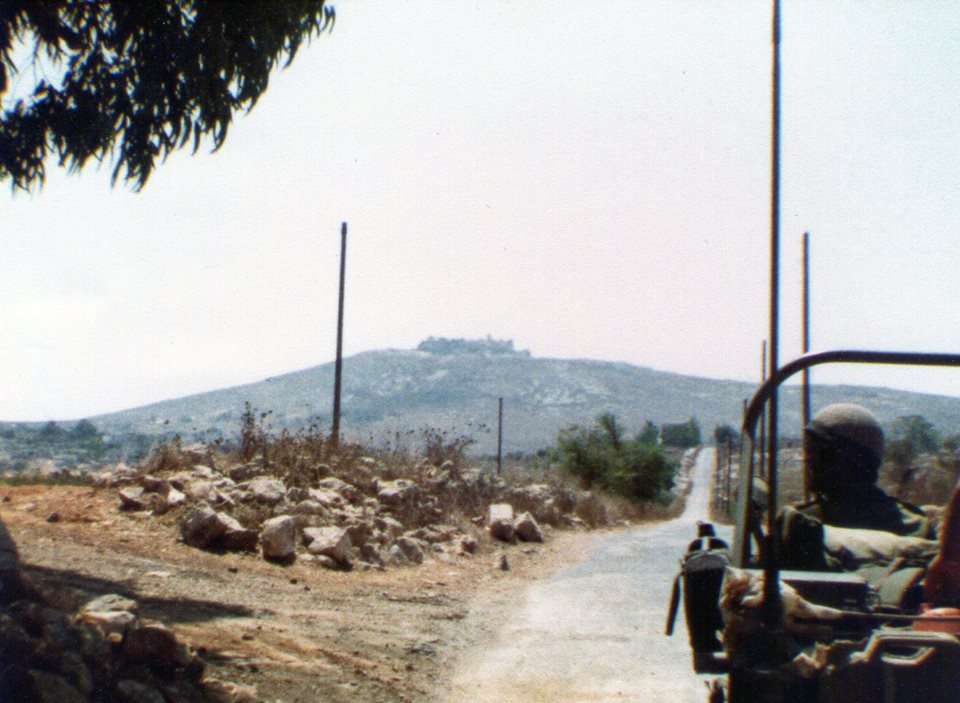
Tropas israelíes avanzando hacia el castillo de Beaufort en 1982

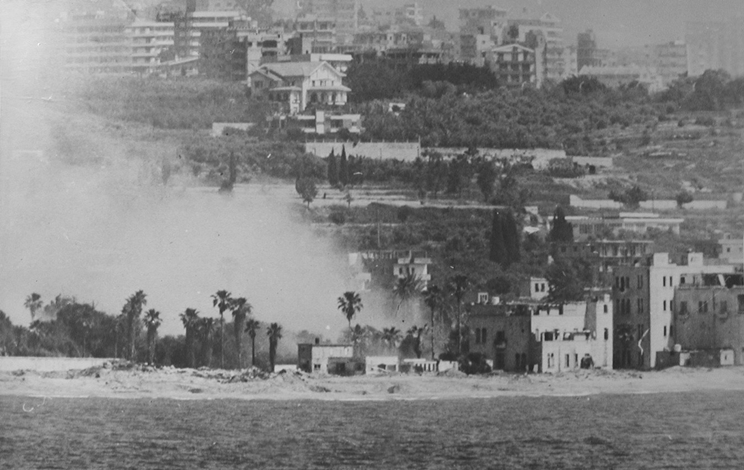
Un bombardeo israelí contra una posición de la OLP en la costa libanesa

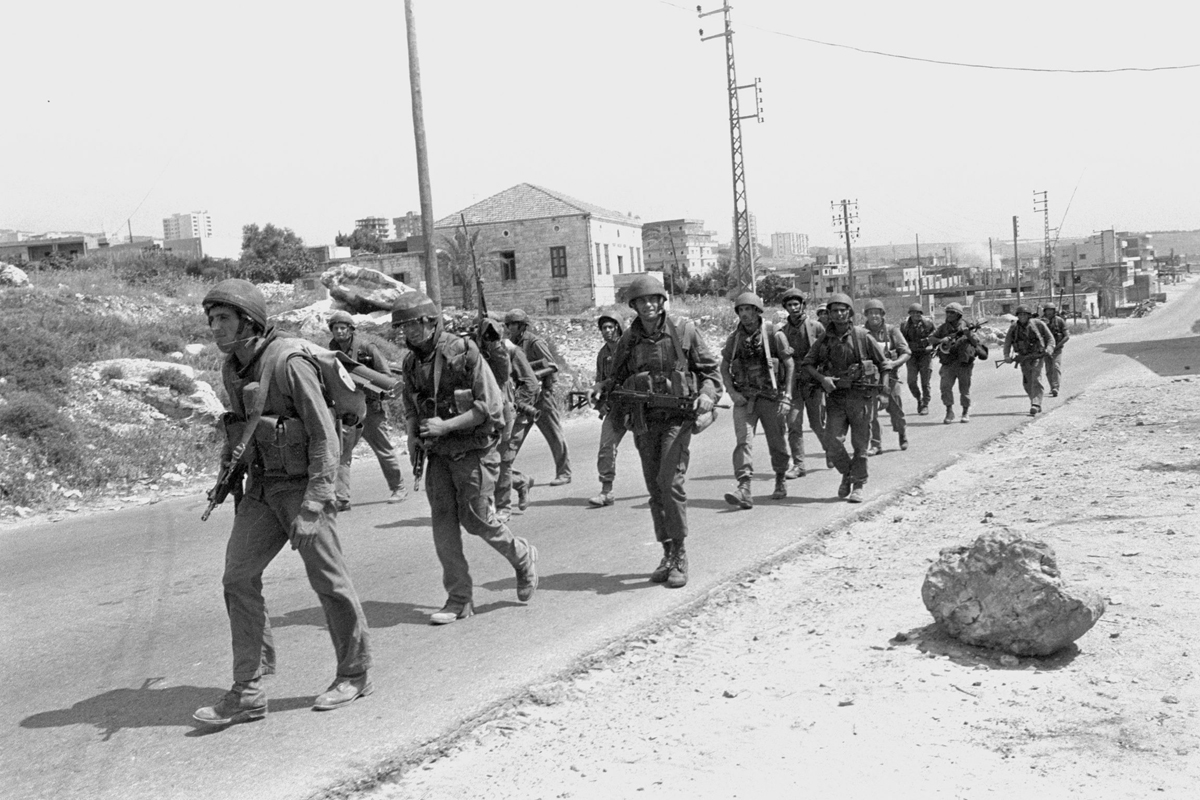
Tropas israelíes en el Líbano, 1982

Por su parte, el Gobierno libanés decretó el desarme de todos los grupos armados del país, con excepción de Hezbolá, que desmanteló su estructura en Beirut, pero la mantuvo en el sur del Líbano para continuar su conflicto con Israel. Desde 1981, los combates en el sur del Líbano habían involucrado a Hezbolá y a las fuerzas israelíes y del ESL.
El 25 de julio de 1983, tras el asesinato de siete soldados israelíes, Tel Aviv puso en marcha la operación Rendición de Cuentas (la 'guerra de los Siete Días' desde la óptica panarábica), en la que el sur del país sufrió la mayor ofensiva militar. Los combates acabaron al llegar las partes contendientes, con la mediación de Estados Unidos, a un acuerdo por el que se estipulaba que los combatientes de Hezbolá no atacarían el norte de Israel y que los israelíes no atacarían a personas o blancos civiles en el Líbano.
Sin embargo, este acuerdo no acabó con los combates, trasladados a la 'zona de seguridad' y al norte de Israel.
El 11 de abril de 1996, tras los asesinatos de varios israelíes en la frontera norte del país, Israel emprendió la 'operación Uvas de la Ira', que se prolongó por espacio de 17 días y que supuso la reanudación de los ataques contra Beirut por primera vez desde 1982. Más de 300 000 libaneses y 30 000 israelíes se vieron obligados a huir de sus hogares para no perecer en la contienda. Las bajas civiles fueron, no obstante, cuantiosas.
Las hostilidades acabaron con un nuevo acuerdo, con disposiciones relativas a la protección de los civiles. Para supervisar su aplicación se creó un Grupo de Vigilancia formado por Estados Unidos, Francia, Siria, Líbano e Israel.

## Retirada de Israel
En mayo de 2000, el ejército israelí se retiró de los territorios ocupados en el sur del Líbano, más de seis semanas antes de lo acordado.
La tensión entre los dos países se recrudeció por la decisión de los libaneses de hacerse con parte del caudal del agua de uno de los afluentes del río Jordán.[cita requerida] Israel calificó de «intolerable» la postura y amenazó con el uso de la fuerza para evitarlo.
Desde entonces, el clima de tensión y desencuentro ha sido constante en la zona. Tanto Israel como el Líbano contribuyen a alimentarlo con ocasionales escarceos en territorio enemigo y veladas amenazas contra la integridad del país contendiente.

## En el cine
La matanza de Sabra y Shatila ha sido reflejada por el director Ari Folman es su documental animado Vals con Bashir de 2008, donde en primera persona explora sus recuerdos como soldado en aquella guerra. También se refiere este conflicto bélico en el largometraje Lebanon de 2009, del director Samuel Moaz.